# Steve Colter
Rodney Steven Colter, detto Steve (Phoenix, 24 luglio 1962), è un ex cestista statunitense, professionista nella NBA e in Croazia.

## Carriera
È stato selezionato dai Portland Trail Blazers al secondo giro del Draft NBA 1984 (33ª scelta assoluta).

## Palmarès
- Coppa di Croazia: 1

Spalato: 1994